# Brahim Izri
Brahim Izri (en tifinagh: ⴱⵔⴰⵀⵉⵎ ⵉⵣⵔⵉ), né le 12 janvier 1954 à Aït Lahcen, commune d'Ait Yenni en Algérie, et mort le 3 janvier 2005 à Paris 4e, est un chanteur et auteur-compositeur-interprète algérien d'expression kabyle.

## Biographie
Durant son enfance, Brahim Izri est emmené par son grand-père écouter les chants religieux de la zaouïa de Sidi Belkacem dans la région d'Ait Yenni. À l'adolescence, il fonde avec deux de ses amis du lycée, Naït Abdelaziz et  Aziz Berrahma, du groupe Igudar (les aigles) à l'époque durant laquelle de nombreux groupes sont engagés dans le combat culturel, linguistique et identitaire en Algérie, à l'exemple de Isulas, Inasliyen, les Abranis, Imazighen Imoula. Pendant les années 70, il a été guitariste pour le chanteur Idir. Il entreprend ensuite une carrière solo et publie ses premiers albums. En 1999, il chante avec Idir et Maxime Le Forestier la chanson intitulée Tizi-Ouzou, reprise de San Francisco. Dans ses textes se retrouve les thèmes sur la défense des droits des femmes et de l'égalité entre hommes et femmes.[réf. nécessaire]
Il meurt le 3 janvier 2005 à Paris d'un cancer.